# 10. dynastie
10. dynastie byla jednou ze staroegyptských královských dynastií řazených egyptology do historického období První přechodné doby. Dynastie se sídlem ve městě Heracleopolis Magna navazovala na předchozí 9. dynastii. V tomto období nebyl Egypt sjednocen, a tak zde existuje možnost, že se jednotlivé dynastie překrývaly. Období vlády 9. a 10. dynastie se datuje do let 2160–2055 př. n. l.

## Panovníci
V Turínském královském papyru se nachází osmnáct králů z 9. a 10. dynastie. Seznam je však poničen či v některých místech nečitelný, proto nejsou známa jména všech vládců z tohoto období.